# Simbad, el marino (película de 1947)
Simbad, el marino (Sinbad the Sailor) es una película estadounidense dirigida por Richard Wallace, estrenada el 1947. 

## Argumento
En el Oriente de Las mil y una noches, el marino Simbad es un célebre aventurero. La película se inicia a modo de cuento clásico con el propio Simbad narrando a una asistencia crédula y atenta los periplos de su octavo viaje. En el, Simbad navega en compañía de Abbu, en busca de una isla legendaria donde se encuentra el fabuloso tesoro de Deriabar. En su ruta, conoce numerosos personajes tan deseosos como él de apoderarse de estas riquezas. Así, conoce la cautivadora Shireen, que espera servirse del aventurero para conseguir el fabuloso tesoro, y juega con su encanto. Conocerá también al codicioso emir de Daibul y al pícaro mago Jamal/Melik. Simbad será detenido antes de llegar a la isla, pero encontrará una buena cómplice en Shireen, que se ha enamorado de él. Cómo en sus viajes precedentes, Simbad sabrá triunfar sobre todos sus crueles enemigos y acabará en los brazos de la bella heroína.
Al final de la película Simbad finaliza de contar su aventura a los presentes y, para ratificar que todo lo contado ha sido verdad, aparece Shireen, que lo abraza.

## Reparto
- Douglas Fairbanks Jr.: Simbad el marino

- Maureen O'Hara: Shireen
- Walter Slezak: Melik/Jamel
- Anthony Quinn: El Emir de Daibul
- George Tobias: Abbu
- Jane Greer: Pirouze
- Alan Napier: Aga
- Mike Mazurki: Yusuf
- Sheldon Leonard: El subastador
- John Miljan: Mueva
- Brad Dexter: Muallin

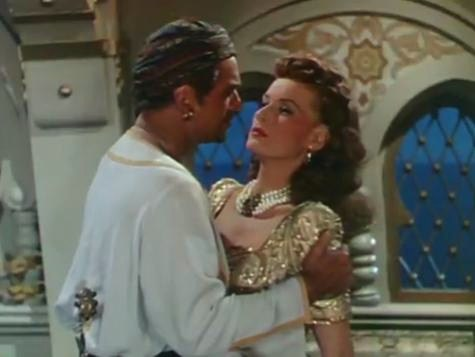
Douglas Fairbanks Jr. y Maureen O'Hara en un fotograma del reclamo de la película.

- Otros actores, que no aparecen en los títulos de crédito: Glenn Strange, George Chandler, Louis-Jean Heydt, Cy Kendall, Hugh Prosser, Harry Harvey, George Lloyd, Paul Guilfoyle, Nick Thompson, Billy Bletcher, Max Wagner, Norbert Schiller, Wade Crosby, Ben Welden, Charles Soldani, Mikandor Dooraff, Joe Garcio, Chuck Hamilton, Phil Warren, Jamiel Hasson, Al Murphy, Bill Shannon, Dave Kashner, Eddie Abdo, Charles Stevens, Gordon Clark, Jean Lind, Mary Bradley, Norma Creiger, Vonne Lester, Lida Durova, Dolores Castelli, Milly Reauclaire, Teri Toy, Joan Webster, Leslie Charles, Norma Brown, Ann Cameron

## Producción
En 1944 The Hollywood Reporter anunció que la película sería producida por William Pereira y Jack Gross. Fue el primer papel de Douglas Fairbanks Jr. después de servir en la Marina de los Estados Unidos y el mismo hizo las escenas de riesgo.
El personaje de Maureen O´Hara era muy independiente y feminista para la época en que se rodó la película.

## Estreno
RKO tenía planeado estrenar el film en las navidades de 1946, pero una huelga la retrasó y se estrenó finalmente el 13 de enero de 1947, irónicamente RKO eligió entonces el film de Frank Capra It's a Wonderful Life (Que bello es vivir) como plato fuerte de las navidades y el film se ha convertido en un clásico navideño.

### Recaudación
El film costó $2,459,000 y no cumplió las expectativas.
Douglas Fairbanks Jr contó después que Errol Flynn le dijo que había cometido un error porque el género de piratas ya había pasado de moda.